# إدفور
إدفور (السيريلية الصربية: Идвор) هي قرية في شمال صربيا. وهي تقع في بلدية كوفاسيكا، ومنطقة جنوب بانات، ومقاطعة فويفودينا. ويوجد في القرية أغلبية عرقية صربية (93.98 في المائة) ويبلغ عدد سكانها 1,198 نسمة (تعداد عام 2002).

## الاسم
باللغة الصربية، تعرف القرية باسم إدفور (Идвор)، في الألمانية Idwor، وفي المجرية Torontáludvar. اسم المدينة نشأ من هيد فار، وهو ما يعني «الحرس بالقرب من معبر الحدود» باللغة الهنغارية.

## الجغرافيا
تقع بالقرب من نهر تيميس في منطقة بنات صربيا.

## التاريخ
خلال عهد الحكم العثماني (في 1660/66)، كانت إيدفور مأهولة من قبل الصرب العرقيين. وجاءت موجة أخرى من الصرب إليها في نهاية القرن السابع عشر في «هجرة كبيرة» بقيادة أرسينيج الثالث كارنوجيفيش. حتى عام 1795، كانت القرية تقع في الموقع المعروف باسم «ستارو سيلو»، وفي ذلك العام تم نقلها إلى وضعها الحالي.

## السكان التاريخيون
- 1961: 1,823
- 1971: 1,621
- 1981: 1,442
- 1991: 1,308
- 2002: 1,198

## سكان بارزين
الفيزيائي والكيميائي الصربي ميهاغلو بوبين ولد في إدفور.

## أعلام
- ميهاغلو بوبين